# De piraat van de "Genadeloos"
De piraat van de Genadeloos (Frans: La flibustière du Sans-Pitié) is het 28e album uit de Belgische stripreeks Roodbaard naar een scenario van Jean Ollivier en getekend door Christian Gaty. Het stripalbum werd in 1995 uitgebracht

## Verhaal
Roodbaard komt net uit India gevaren en is onderweg naar Fort Dauphin, maar zijn honger naar rijkdom steekt de kop weer op en hij begint weer met het plunderen van schepen. Na wat schepen naar de kelder geholpen te hebben verkoopt hij de veroverde waren in Zanzibar. Wanneer hij de zee kiest om opnieuw schepen te overvallen wordt hij bij zijn poging een Portugees schip te veroveren tegengewerkt door een derde schip dat de grote mast van de Zwarte Valk kapotschiet en er tot woede van Roodbaard met de buit vandoor gaat. Erik is ervan overtuigd dat er een jonge vrouw achter het roer stond maar wordt niet geloofd. Roodbaard laat de schade aan zijn schip herstellen op Moroni, een eiland van de Comoren, dat onder leiding staat van de plaatselijke leidster Kharta, die hen verraadt aan de pirate Anne, die op het nabije Mohéli haar basis heeft. Op de laatste avond voor vertrek worden de gasten overvallen door dezelfde piraten die de Zwarte Valk beschadigden. Zij staan onder de leiding van de roodharige Anne. Zij weet Roodbaard te verwonden, maar Baba slaat haar bewusteloos en ze kunnen net op tijd vluchten.
Aangekomen bij Fort Dauphin dreigt het fort ten onder te gaan aan een tekort aan voorraden en de Engelse bedreiging. Roodbaard laat zijn kanonnen ontschepen en die op strategische punten op hen rond het fort plaatsen. Hij stuurt Erik en Baba op verkenning. Ze ontdekken dat zo'n 100 Engelse soldaten met 6 kanonnen op weg zijn naar Fort Dauphin. Die nacht weten Erik en Baba de Engelse buskruitvoorraden op te blazen; een gevoelige slag voor de Engelsen. Later, tijdens de beslissende slag om het Franse fort worden de Engelsen verslagen en Anne Levasseur gevangengenomen, die de dochter van de beruchte piraat Olivier Levasseur blijkt te zijn, die jaren eerder door de Fransen in Saint-Paul op het eiland Bourbon (het huidige Réunion) werd opgehangen. Ze wil geen gevangene van de door haar gehate Fransen zijn en pleegt zelfmoord.

## Personages in het album
Naast de vaste hoofdpersonen, Roodbaard, Erik, Driepoot en Baba waren dat:
- Anne Levasseur bijgenaamd de pirate van de Genadeloos die met haar schip de Genadeloos allerlei Franse schepen aanviel.
- Olivier Levasseur alias De Buizerd die alleen in flashbacks verschijnt en de vader van Anne is.
- Kharta een zwarte vrouwelijke leider op Moroni, een eiland van de Comoren. Zij werkt samen met Anne.
- Markies Pierre de Mandave, commandant van het Franse Fort Dauphin (het huidige Taolanaro) op Madagaskar.
- Sir Richard Crooke, gouverneur van het Engelse St. Augustin op Madagaskar.